# Ivan Osterman
Ivan Andrejevitj Osterman (ryska: Иван Андреевич Остерман), född 4 maj (23 april g.s.) 1725 i Sankt Petersburg, död 30 april (18 april g.s.) 1811 i Moskva, var en rysk greve och diplomat, son till Andrej Osterman, morbror till Aleksandr Osterman-Tolstoj. Han blev 1760 rysk minister i Stockholm.

## Biografi
Osterman började sin diplomatiska bana 1757 i Paris och utnämndes 1760 till envoyé i Stockholm. Där kom han i intim förbindelse med Mösspartiet och uppträdde vid riksdagarna 1765–66, 1769–70 och 1771–72 rent av som detta partis chef, tack vare guldet och makten hos det hov han representerade (han använde ofantliga summor för korruptionsändamål). Mössorna hade majoritet i alla ofrälse stånden, men mössorna på Riddarhuset ansåg att läget var så ovisst, att de efter samråd med greve Osterman slöt ett avtal om kompositionen med de adliga hattarna. Enligt detta avtal skulle inga räfster eller förföljelser sättas igång. Kungaförsäkran skulle behållas oförändrad, tryckfriheten skulle bestå, utrikespolitiken skulle vara fredlig och den ekonomiska politiken skulle präglas av sparsamhet och hänsyn till olika intressen. Minoriteten inom varje stånd skulle få en tredjedel av platserna, men denna föreskrift om moderation vid utskottsvalen respekterades inte. Till sekreta utskottet valde adeln nästan bara hattar, medan prästerna utsåg nästan bara mössor och borgarna endast mössor, som licentierats 1769. Bland dem var Esbjörn Reuterholm. Den franske ambassadören Charles Gravier de Vergennes kom nämligen överens med några ledande präster och borgare samt med bondeståndets sekreterare, att de mot ersättning i pengar skulle hindra alla angrepp mot rådet men kvarstå i mösspartiet.
Med Osterman överlades om vilka personer som skulle insättas i sekreta utskottet, vilka som skulle uteslutas ur rådet med mera. Kungen Gustav III tvingades underhandla med honom och delvis följa hans anvisningar vid de försök han vid 1771–72 års riksdag gjorde att försona partierna. 
Statsvälvningen 1772 gjorde ett slut på Ostermans inblandning i Sveriges inre angelägenheter. Den kom helt överraskande för honom, och han saknade både pengar och instruktioner för en så oväntad händelse. 
Osterman hemkallades 1774 och utnämndes 1775 till vicekansler samt stod väl hos både Katarina II och Paul I, vilken senare utnämnde honom till rikskansler. Vid Alexander I:s kröning 1801 avlägsnades Osterman.